# Minardi PS04B
Minardi PS04B – bolid teamu Minardi na sezon 2004 i 2005 do wyścigu o Grand Prix Bahrajnu. Samochód został zaprezentowany 3 marca 2004 roku na torze Albert Park Circuit w Australii. Od Grand Prix San Marino 2005 używano bolidu Minardi PS05.

## Wyniki
| Legenda oznaczeń w tabelach wyników Wyświetl szablon na nowej stronie | Legenda oznaczeń w tabelach wyników Wyświetl szablon na nowej stronie                                                                     |
| Oznaczenie                                                            | Wyjaśnienie |
| --------------------------------------------------------------------- | --- |
| Złoty                                                                 | Zwycięzca lub mistrzostwo |
| Srebrny                                                               | 2. miejsce lub wicemistrzostwo |
| Brązowy                                                               | 3. miejsce lub II wicemistrzostwo |
| Zielony                                                               | Ukończył, punktował (w klasyfikacji generalnej, gdy zdobył co najmniej jeden punkt na przestrzeni sezonu, poza trzema powyższymi opcjami) |
| Niebieski                                                             | Ukończył, nie punktował (w klasyfikacji generalnej, gdy nie zdobył co najmniej jednego punktu na przestrzeni sezonu)                      |
| Czerwony                                                              | Nie zakwalifikował się (NZ) |
| Czerwony                                                              | Nie prekwalifikował się (NPK) |
| Różowy                                                                | Nie ukończył (NU) |
| Różowy                                                                | Niesklasyfikowany (NS) (w klasyfikacji generalnej, gdy nie został sklasyfikowany w żadnym wyścigu sezonu)                                 |
| Czarny                                                                | Zdyskwalifikowany (DK) |
| Czarny                                                                | Wykluczony (WYK/EX) |
| Biały                                                                 | Nie wystartował (NW) |
| Biały                                                                 | Kontuzjowany (K/INJ) |
| Biały                                                                 | Wyścig odwołany (OD/C) |
| Bez koloru                                                            | Został wycofany (WYC/WD) |
| Bez koloru                                                            | Nie przybył (NP/DNA) |
| Bez koloru                                                            | Nie brał udziału w treningach (NT/DNP) |
| Bez koloru                                                            | Nie został zgłoszony (–) |
| Pogrubienie                                                           | Start z pole position |
| Kursywa                                                               | Najszybsze okrążenie wyścigu |
| †                                                                     | Nie ukończył, ale jego rezultat został zaliczony ze względu na przejechanie więcej niż 90% dystansu wyścigu.                              |
| *                                                                     | Sezon w trakcie |
| 1/2/3                                                                 | Punktowana pozycja w sprincie kwalifikacyjnym                                                                                             |
| Lista systemów punktacji Formuły 1                                    | |

| Sezon | Konstruktor | Kierowcy           | Wyniki | Wyniki | Wyniki | Wyniki | Wyniki | Wyniki | Wyniki | Wyniki | Wyniki | Wyniki | Wyniki | Wyniki | Wyniki | Wyniki | Wyniki | Wyniki | Wyniki | Wyniki | Wyniki | Wyniki | Wyniki  |
| 2004  |             |                    | AUS    | MYS    | BHR    | SMR    | ESP    | MCO    | EUR    | CAN    | USA    | FRA    | GBR    | DEU    | HUN    | BEL    | ITA    | CHN    | JPN    | BRA    |        | Punkty | Pozycja |
| ----- | ----------- | ------------------ | ------ | ------ | ------ | ------ | ------ | ------ | ------ | ------ | ------ | ------ | ------ | ------ | ------ | ------ | ------ | ------ | ------ | ------ | ------ | ------ | ------- |
| 2004  | Minardi     | Gianmaria Bruni    | NU     | 14     | 17     | NU     | NU     | NU     | 14     | NU     | NU     | 18     | 16     | 17     | 14     | NU     | NU     | NU     | 16     | 17     |        | 0      | 22      |
| 2004  | Minardi     | Zsolt Baumgartner  | NU     | 16     | NU     | 15     | NU     | 9      | 15     | 10     | 8      | NU     | NU     | 16     | 15     | NU     | 15     | 16     | NU     | 16     |        | 1      | 20      |
| 2005  |             |                    | AUS    | MYS    | BHR    | SMR    | ESP    | MCO    | EUR    | CAN    | USA    | FRA    | GBR    | DEU    | HUN    | TUR    | ITA    | BEL    | BRA    | CHN    | JPN    | Punkty | Pozycja |
| 2005  | Minardi     | Patrick Friesacher | 17     | NU     | 12     |        |        |        |        |        |        |        |        |        |        |        |        |        |        |        |        | 3      | 21      |
| 2005  | Minardi     | Christijan Albers  | NU     | 13     | 13     |        |        |        |        |        |        |        |        |        |        |        |        |        |        |        |        | 4      | 19      |